# Plymophiloscia thomsoni
Plymophiloscia thomsoni är en kräftdjursart som beskrevs av Green 1961. Plymophiloscia thomsoni ingår i släktet Plymophiloscia och familjen Philosciidae. Inga underarter finns listade i Catalogue of Life.